# Teatro de Beerseba
El Teatro de Beerseba (en hebreo: תיאטרון באר שבע) es un teatro situado en la localidad de Beerseba, Israel.
El Teatro Beerseba fue establecido por las actrices Naomi Blumenthal y Margalit Stander durante el mandato de Eliahu Nawi como alcalde de Beerseba. Las actrices crearon el teatro con la ayuda de Bentz Carmel , que luego sirvió como teniente de alcalde de Beersheva y el concejal responsable de los asuntos culturales. En 1973, después de que el teatro había producido dos obras de teatro , Geri Bilu fue nombrado como director de la organización. Bilu se desempeñó como director artístico y administrativo del teatro durante ocho años , trabajando para transformarlo en un teatro de repertorio de calidad profesional.